# ローマ内戦 (238年)

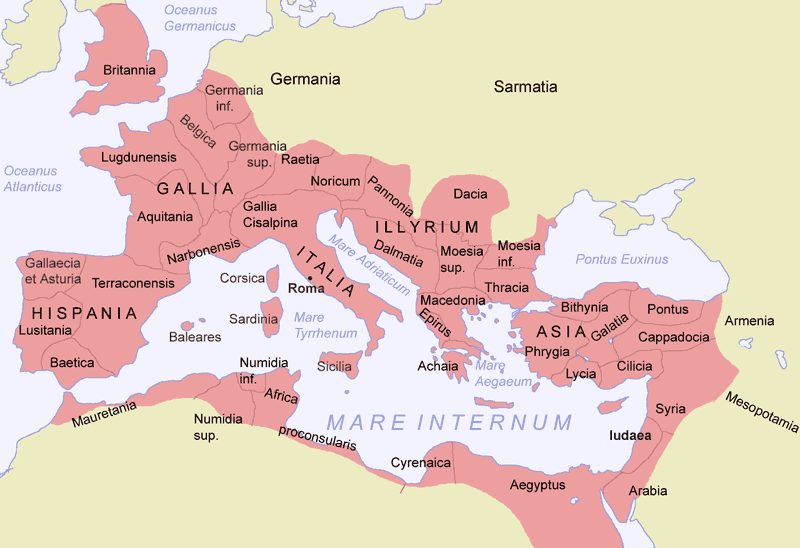
ローマ帝国属州

ローマ内戦 (238年)（ローマないせん）は、238年に起きたローマ帝国の内戦。この年、6人のローマ人が皇帝として登位したため、六皇帝の年（Year of the Six Emperors）とも称される。

## 歴史

### ゴルディアヌス父子の即位と死
年初の皇帝は235年からローマ皇帝の地位にあったマクシミヌス・トラクスである。その後の情報筋によると、彼は北方のゲルマニア人の侵入を撃退し一定の成果を挙げたものの、その治世は強圧的なものであり、元老院との対決姿勢を崩さなかったという。このため238年、北アフリカで反乱が勃発。アフリカ属州総督であったゴルディアヌス1世が、息子・ゴルディアヌス2世と共に、マクシミヌスに反乱を起した。ローマ皇帝群像にも往時の実情が記録されている。
238年、アフリカ属州総督であったゴルディアヌス1世は息子・ゴルディアヌス2世と共にマクシミヌスに反乱を起した。ゴルディヌス父子への皇帝推挙の声があったことや、マクシミヌスに嫌悪感を示していた元老院からゴルディアヌス1世が「アウグストゥス」（皇帝）の称号を受けたことから、3月22日ゴルディアヌス1世は皇帝となり、ゴルディアヌス2世を共同皇帝に指名した。マクシミヌスが不人気であったため、属州の多くはゴルディアヌス父子を支持したという。
しかし、マクシミヌスを支持するヌミディア属州総督カペリアヌス (Capelianus) はゴルディアヌス父子を討つためにアフリカ属州の州都カルタゴへ侵攻し、4月12日にゴルディアヌス2世は戦死、ゴルディアヌス1世は自殺した。ゴルディアヌス父子の在位期間はわずか20日間であった。

### マクシミヌス暗殺
一方、マクシミヌスは自身の軍隊と共にローマに進撃した。元老院はゴルディアヌス父子の死を受けて、代わりの皇帝を擁立して、マクシミヌスに対抗する必要に迫られた。4月22日、元老院議員であったマルクス・クロディウス・プピエヌス・マクシムスとデキムス・カエリウス・カルウィヌス・バルビヌスを共同皇帝として擁立したものの、ローマ市民からの人気が低かったことから、その後継者としてゴルディアヌス1世の孫でゴルディアヌス2世の甥であったマルクス・アントニウス・ゴルディアヌス（のちのゴルディアヌス3世）を副帝とした。 
体制が整ったところでプピエヌスは軍を率いて北上、バルビヌスはローマの守備に当った。一方マクシミヌスは北イタリアまで侵入しアクイレイアの攻略に取り掛かったが、補給が困難となったことや元老院の強硬な抵抗により先行きに不透明感があったことから、包囲が長引くにつれ軍中に不満・疑問が沸き上がり始めた。
5月10日、マクシミヌスの近衛隊（プラエトリアニ）が反乱をおこし、マクシミヌスは息子ガイウス・ユリウス・ウェルス・マクシムスや側近と共に軍中で暗殺され、マクシミヌス軍はプピエヌスに降伏した。マクシミヌスとその一族郎党の遺体はローマ市に送られた後にティベリス川へ投げ込まれた。

### プピエヌスとバルビヌスの殺害
マクシミヌスが舞台から消え、プピエヌスはローマに戻ったものの、ローマの混乱は収まる気配を見せず、また当初よりプピエヌスとバルビヌスは不仲であり、片方がもう片方からの暗殺を恐れ、企画したペルシア（サーサーン朝）への遠征を巡って口論も絶えなかったという。
7月29日、近衛隊（プラエトリアニ）はこれに介入してプピエヌスとバルビヌスを捕らえて共に殺害した（拷問にかけ、街中を見せしめのために引き回した後に殺害したという）。同日中に、ゴルディアヌス3世が唯一の皇帝であると宣言された。二人の在位期間は99日間であった。

## 「六皇帝」
- マクシミヌス・トラクス （在位:235年 - 238年）
- ゴルディアヌス1世　（在位:238年）
- ゴルディアヌス2世　（在位:238年）
- マルクス・クロディウス・プピエヌス・マクシムス　（在位:238年）
- デキムス・カエリウス・カルウィヌス・バルビヌス　（在位:238年）
- ゴルディアヌス3世　（在位:238年 - 244年）

## 「六皇帝」の硬貨

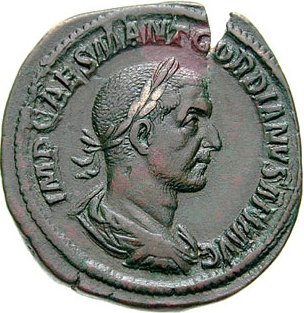
ゴルディアヌス1世
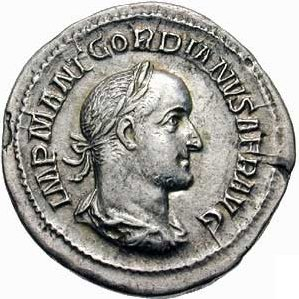
ゴルディアヌス2世

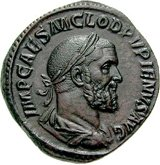
プピエヌス・マクシムス
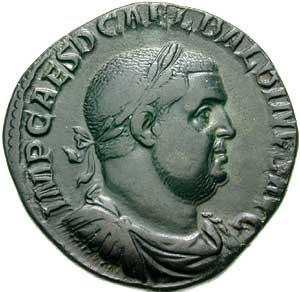
バルビヌス

### 古代の情報源
- ローマ皇帝群像
- ヘロディアヌス

### 現代の情報源
- ヘニング・ボーム： Die Herrschaft des Kaisers Maximinus Thrax und das Sechskaiserjahr238。 Der Beginn der "Reichskrise"？ 、in： Gymnasium 115、2008、pp。 69〜86。
- デビッドポッター：ベイのローマ帝国。ロンドン2004、pp。 167〜172。